# Darrin Dorsey
Darrin Dorsey (Phoenix, Arizona, 17 de mayo de 1987) es un baloncestista estadounidense que pertenece a la plantilla de los Soles de Mexicali de la Liga Nacional de Baloncesto Profesional de México. Con 1,88 metros de estatura, juega en la posición de escolta.

## Trayectoria deportiva
Dorsey jugó para los Bakersfield College Renegades de la NJCAA por dos años, antes de pasar los siguientes dos años de su carrera como baloncestista universitario entre los Tigers de Dakota Wesleyan y los Mountaineers del Berea College, ambas instituciones enroladas en los torneos de la NAIA. Tras no ser elegido en el Draft de la NBA de 2011, comenzó una trayectoria en Canadá en las filas del Halifax Hurricanes y más tarde por ligas de segundo nivel, jugando en México, Colombia y Argentina durante varias temporadas.
En 2015, llega a Europa para jugar en Israel en la National League, la segunda división del país en las filas del Hapoel Kfar Saba/Kohav Yair. 
Al término de la temporada, el jugador se marcha a Francia para jugar en el Poitiers donde realiza una buena temporada en la PRO B.
En verano de 2016 fichó por el ESSM Le Portel de la Pro A francesa, su primera competición de primer nivel en sus seis años de carrera profesional.
En 2021, firma por Abejas de León de la Liga Nacional de Baloncesto Profesional de México.
El 23 de noviembre de 2021, firma por el Trefl Sopot de la Polska Liga Koszykówki.

## Selección nacional
Dorsey representó a Camboya en los torneos de baloncesto 3x3 y 5x5 de los Juegos del Sudeste Asiático de 2023.